# Полиция Хорватии
Поли́ция Хорва́тии (хорв. Policija) — правоохранительный орган Хорватии, подчинённый Министерству внутренних дел.
Задачами полиции являются: пресечение, выявление и расследование преступлений, защита людей и имущества от противоправных посягательств, уголовный розыск подозреваемых, охрана общественного порядка, обеспечение безопасности на дорогах, контроль и защита государственной границы.
Численность сотрудников составляет 20 тысяч человек. Директор полиции (хорв. Glavni ravnatelj policije) с 2017 года — Дражен Витез (хорв. Dražen Vitez).
Формирование собственных полицейских сил в Хорватии началось ещё в 1992 году на базе милиции Югославии. Подразделения хорватской полиции сыграли значительную роль в период распада Югославии (см. «Революция брёвен») и последовавшей затем гражданской войне в Хорватии.

## Галерея

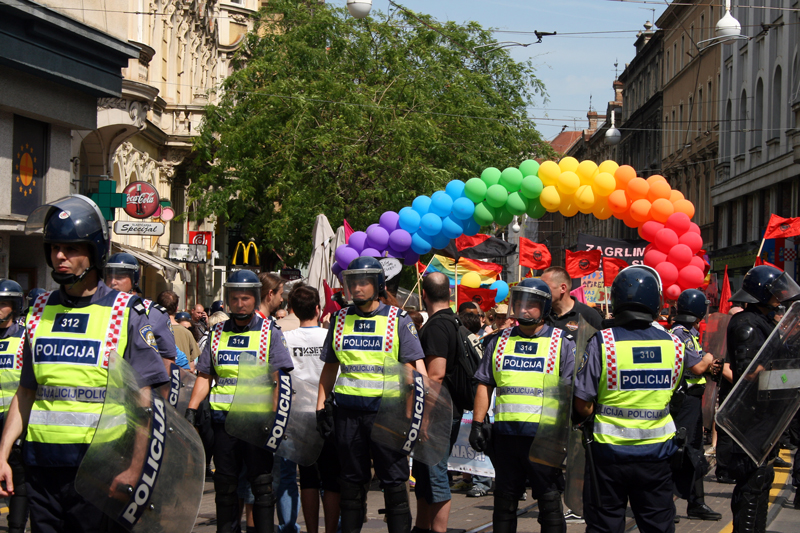
Охрана общественного порядка в Загребе
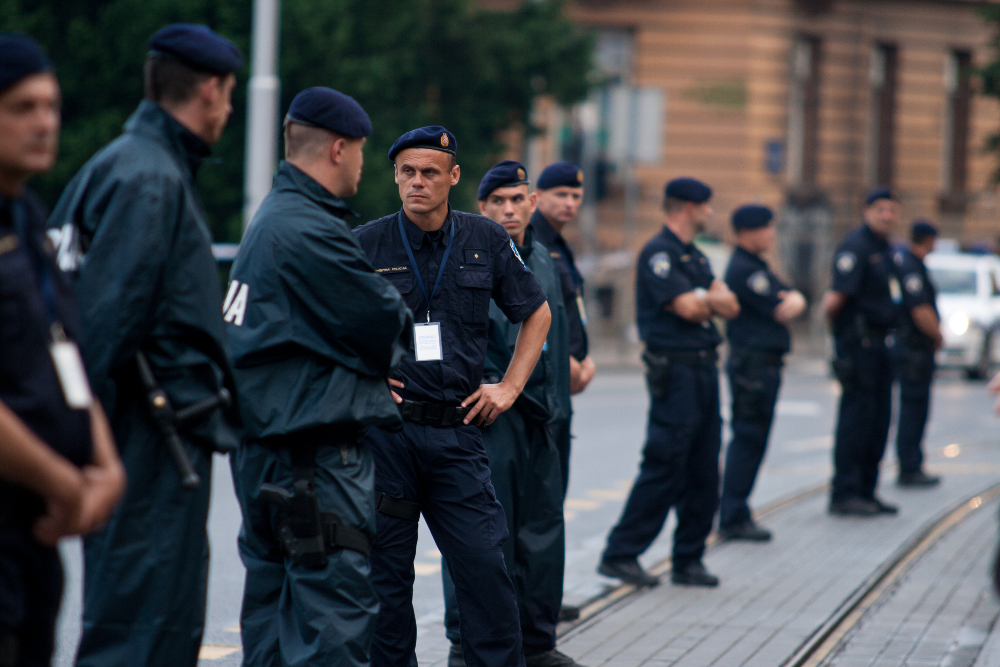
Полицейские на загребских улицах в дни визита Папы Римского Бенедикта XVI
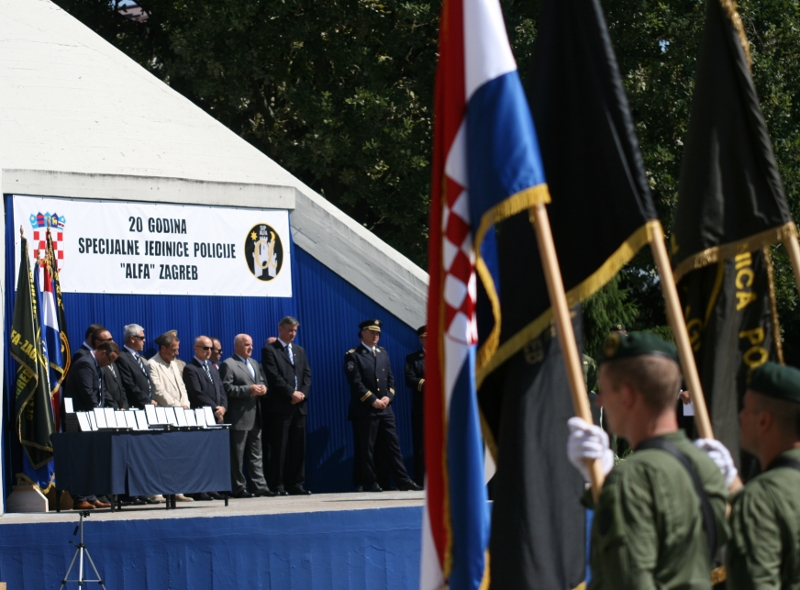
Празднование 20-летия спецподразделения полиции «Alfa»
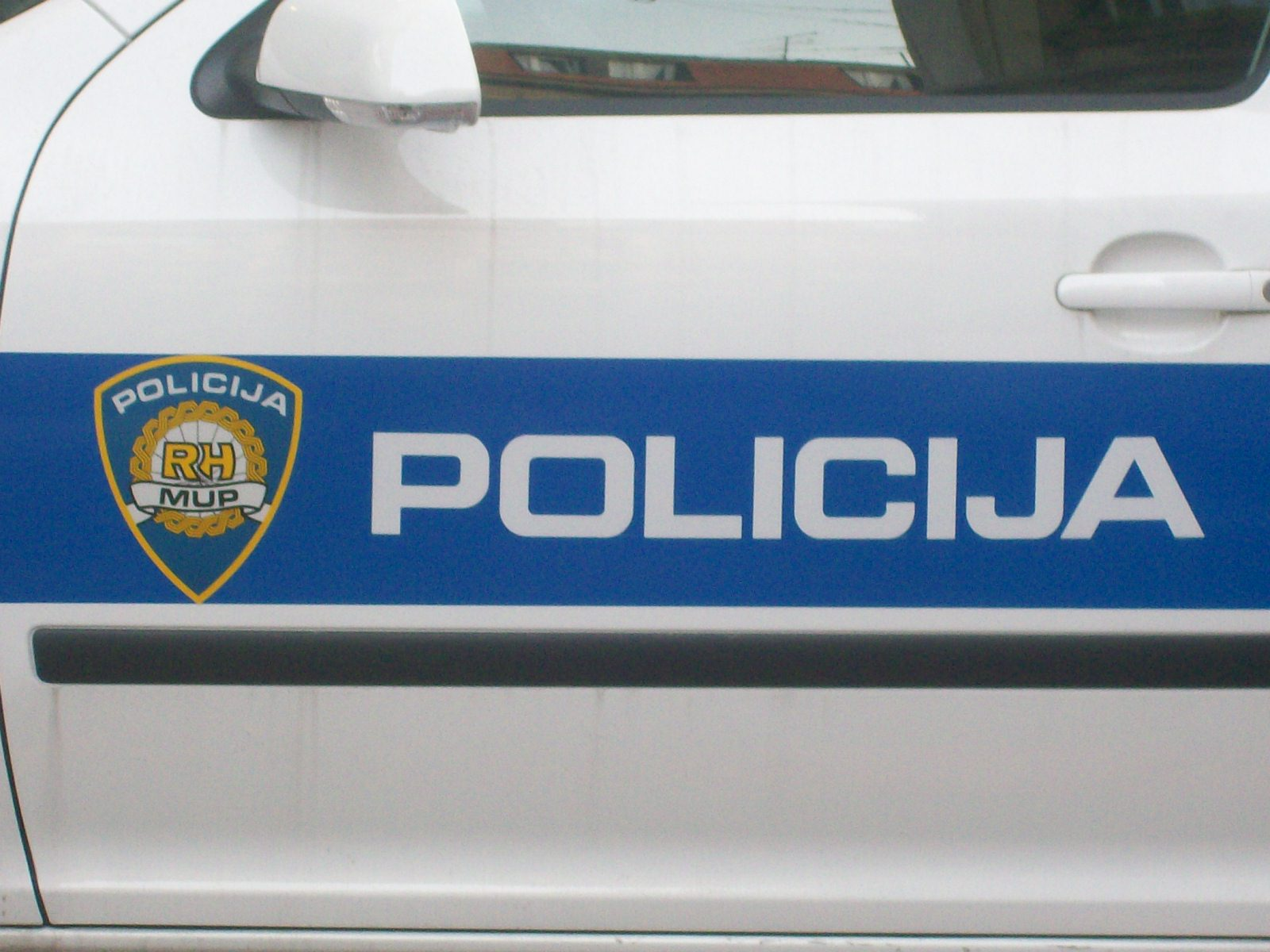
Символика полиции на автомобиле
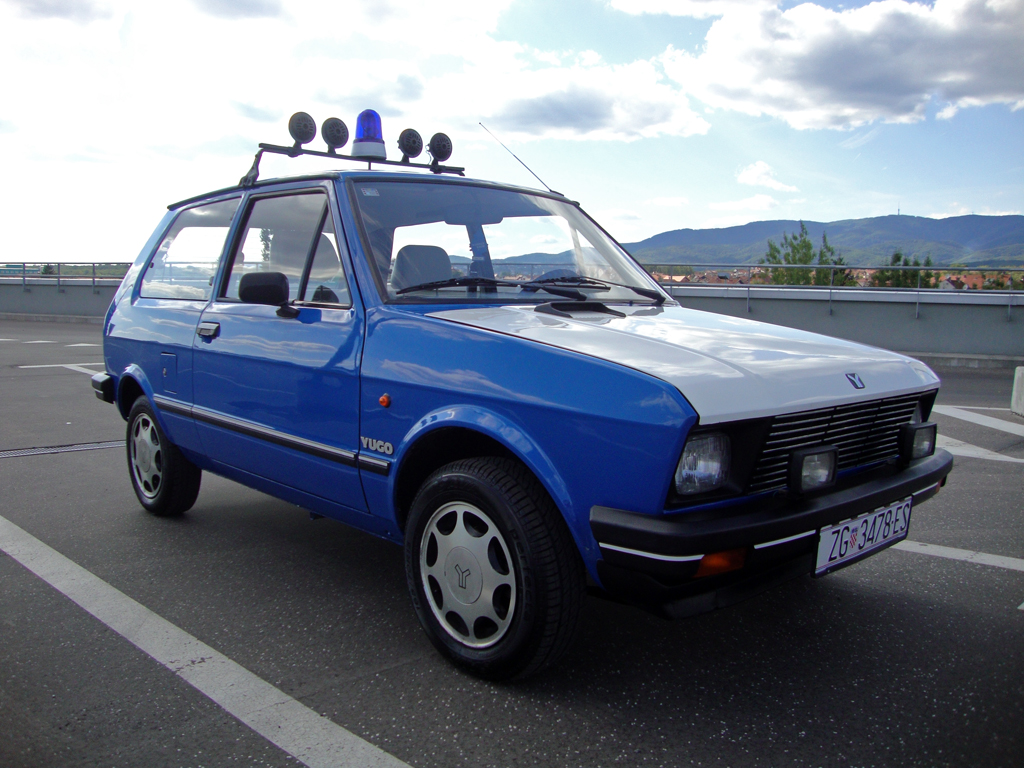
Автомобиль Yugo
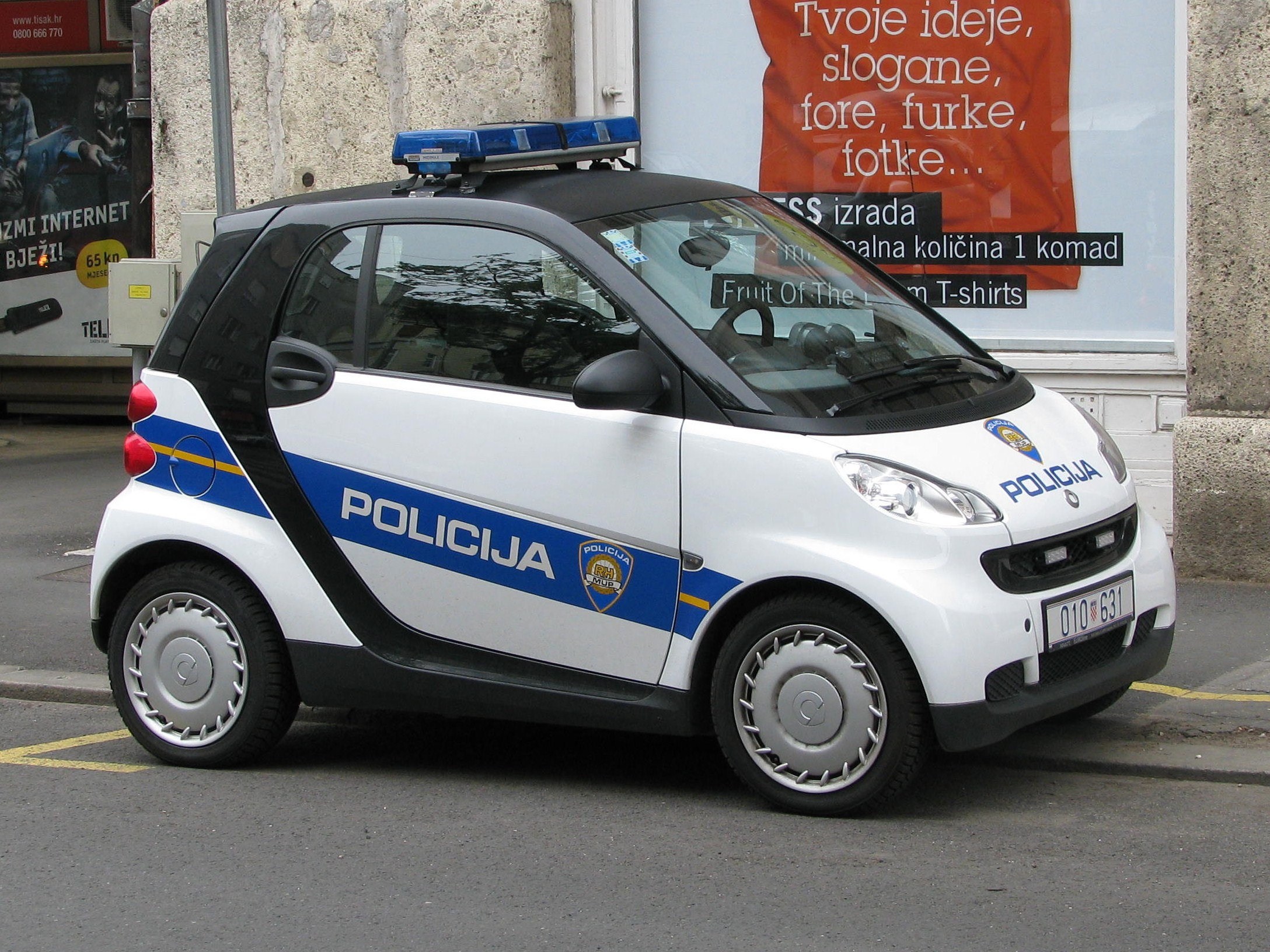
Автомобиль Smart